# 劉大紳
劉大紳（?—?），字寄庵，清代寧州（今雲南華寧）人。

## 生平
祖籍江西臨川，曾祖移籍在雲南華寧。少好学，工於古诗文词，乾隆四十九年（1772年）壬辰科进士，授新城（今山东桓台縣）知县。後調曹县知县。兩地連年旱災，大绅全力赈災，人稱“劉青天”。後因疾辭歸。乾隆五十八年，病癒，補文登知县，未赴任，奉命督修新城城牆，次年竣工。乾隆末年，因擅自緩徵遭遣戍軍台，還沒到戍所，由新城、曹縣百姓集資請贖，得以放歸。嘉慶七年（1802年）三月，移攝青州（今山東益都）同知，不久改調武定府（今山東惠民縣）同知。嘉庆十年（1805年）以母老歸養。嘉庆十八年（1813年），云贵总督伯麟慕其名，聘為五华书院山长。有學生戴纲孙、李於陽、戴淳、杨国翰、池生春等五華五子。刘大绅的诗主要“以陶为宗”，五言诗自然朴实。道光八年（1828年）卒，年八十一。著有《奇庵诗文钞》33卷。

## 延伸阅读
[在维基数据编辑]
 《清史稿·卷477》，出自趙爾巽《清史稿》